# Jean Devoissoux
Jean Devoissoux (7 de abril de 1899-enero de 1945) fue un deportista francés que compitió en ciclismo en la modalidad de pista Ganó una medalla de oro en el Campeonato Mundial de Ciclismo en Pista de 1907, en la prueba de velocidad individual.

## Medallero internacional
| Campeonato Mundial | Campeonato Mundial | Campeonato Mundial | Campeonato Mundial       |
| Año                | Lugar              | Medalla            | Competición              |
| ------------------ | ------------------ | ------------------ | ------------------------ |
| 1907               | París (Francia)    | Medalla de oro     | Velocidad individual (A) |